# Mexikó az 1980. évi nyári olimpiai játékokon
Mexikó a szovjetunióbeli Moszkvában megrendezett 1980. évi nyári olimpiai játékok egyik részt vevő nemzete volt. Az országot az olimpián 5 sportágban 29 sportoló képviselte, akik összesen 4 érmet szereztek.

## Érmesek
| Érem  | Versenyző                                                         | Sportág  | Versenyszám          |
| ----- | ----------------------------------------------------------------- | -------- | -------------------- |
| Ezüst | Carlos Girón                                                      | Műugrás  | Férfi egyéni műugrás |
| Bronz | Joaquín Pérez                                                     | Lovaglás | Egyéni díjugratás    |
| Bronz | Joaquín Pérez Alberto Váldes, Jr. Gerardo Tazzer Jesús Gómez      | Lovaglás | Csapat díjugratás    |
| Bronz | Manuel Mendívil David Bárcena José Luis Pérez Soto Fabián Vázquez | Lovaglás | Csapat lovastusa     |

## Atlétika
Férfi
| Versenyző       | Versenyszám     | Előfutam | Előfutam | Előfutam | Elődöntő | Elődöntő | Elődöntő | Döntő         | Döntő         |
| Versenyző       | Versenyszám     | Idő      | Hely.    | Össz.    | Idő      | Hely.    | Össz.    | Idő           | Helyezés      |
| --------------- | --------------- | -------- | -------- | -------- | -------- | -------- | -------- | ------------- | ------------- |
| Enrique Aquino  | 5000 m          | 13:48,83 | 8.       | 23.      | 14:01,33 | 12.      | 23.      | kiesett       | kiesett       |
| Enrique Aquino  | 10 000 m        | 29:21,3  | 7.       | 18.      |          |          |          | kiesett       | kiesett       |
| José Gómez      | 10 000 m        | 29:53,6  | 8.       | 24.      |          |          |          | kiesett       | kiesett       |
| Rodolfo Gómez   | 10 000 m        | 29:25,7  | 8.       | 19.      |          |          |          | kiesett       | kiesett       |
| Rodolfo Gómez   | Maraton         |          |          |          |          |          |          | 2:12:39       | 6.            |
| Domingo Colín   | 20 km gyaloglás |          |          |          |          |          |          | kizárták      | kizárták      |
| Raúl González   | 20 km gyaloglás |          |          |          |          |          |          | 1:27:48,6     | 6.            |
| Raúl González   | 50 km gyaloglás |          |          |          |          |          |          | nem ért célba | nem ért célba |
| Daniel Bautista | 20 km gyaloglás |          |          |          |          |          |          | kizárták      | kizárták      |
| Daniel Bautista | 50 km gyaloglás |          |          |          |          |          |          | nem ért célba | nem ért célba |
| Martín Bermúdez | 50 km gyaloglás |          |          |          |          |          |          | nem ért célba | nem ért célba |

## Birkózás
Kötöttfogású
| Versenyző      | Versenyszám | 1. forduló                      | 2. forduló                | 3. forduló                             | 4. forduló        | 5. forduló        | Döntő             | Helyezés |
| Versenyző      | Versenyszám | Ellenfél Eredmény               | Ellenfél Eredmény         | Ellenfél Eredmény                      | Ellenfél Eredmény | Ellenfél Eredmény | Ellenfél Eredmény | Helyezés |
| -------------- | ----------- | ------------------------------- | ------------------------- | -------------------------------------- | ----------------- | ----------------- | ----------------- | -------- |
| Alfredo Olvera | 48 kg       | Saber Nakdali (SYR) · kétvállas | Seres Ferenc (HUN) · 5–13 | Constantin Alexandru (ROU) · kétvállas | kiesett           | kiesett           | kiesett           | 6.       |

Szabadfogású
| Versenyző   | Versenyszám | 1. forduló                            | 2. forduló                   | 3. forduló                | 4. forduló        | 5. forduló        | Döntő             | Helyezés    |
| Versenyző   | Versenyszám | Ellenfél Eredmény                     | Ellenfél Eredmény            | Ellenfél Eredmény         | Ellenfél Eredmény | Ellenfél Eredmény | Ellenfél Eredmény | Helyezés    |
| ----------- | ----------- | ------------------------------------- | ---------------------------- | ------------------------- | ----------------- | ----------------- | ----------------- | ----------- |
| Jorge Frias | 48 kg       | Szergej Kornyilajev (URS) · kétvállas | Rumen Jordanov (BUL) · 12–10 | Bíró László (HUN) · 11–12 | kiesett           | kiesett           | kiesett           | helyezetlen |

## Cselgáncs
| Versenyző       | Versenyszám | Csoport | 32-es főtábla                   | Nyolcaddöntő               | Negyeddöntő       | Elődöntő          | Vigaszág negyeddöntő | Vigaszág elődöntő | Bronz- mérkőzés   | Döntő             | Helyezés |
| Versenyző       | Versenyszám | Csoport | Ellenfél Eredmény               | Ellenfél Eredmény          | Ellenfél Eredmény | Ellenfél Eredmény | Ellenfél Eredmény    | Ellenfél Eredmény | Ellenfél Eredmény | Ellenfél Eredmény | Helyezés |
| --------------- | ----------- | ------- | ------------------------------- | -------------------------- | ----------------- | ----------------- | -------------------- | ----------------- | ----------------- | ----------------- | -------- |
| Rafael González | Légsúly     | A       | Ko Hjong (Ko Hyong) (PRK) · V   | kiesett                    | kiesett           | kiesett           |                      |                   |                   |                   | 19.      |
| Gerardo Padilla | Harmatsúly  | B       | Abdul Latif Rozaihan (KUW) · GY | Janusz Pawłowski (POL) · V | kiesett           | kiesett           |                      |                   |                   |                   | 13.      |

## Evezés
Női
| Versenyző                   | Versenyszám  | Előfutam | Előfutam | Vigaszág | Vigaszág | Elődöntő | Elődöntő | Döntő | Döntő      | Döntő      | Helyezés |
| Versenyző                   | Versenyszám  | Idő      | Hely.    | Idő      | Hely.    | Idő      | Hely.    | Típus | Idő        | Hely.      | Helyezés |
| --------------------------- | ------------ | -------- | -------- | -------- | -------- | -------- | -------- | ----- | ---------- | ---------- | -------- |
| María Fernanda de la Fuente | Egypárevezős | 4:12,84  | 3.       | 4:00,24  | 3.       |          |          | C     | nem indult | nem indult | 10.      |

## Lovaglás
Díjugratás
| Versenyző                                                    | Ló                                 | Versenyszám | 1. forduló | 1. forduló | 2. forduló | 2. forduló | Összesen                                   | Összesen |
| Versenyző                                                    | Ló                                 | Versenyszám | Pont       | Hely.      | Pont       | Hely.      | Pont                                       | Helyezés |
| ------------------------------------------------------------ | ---------------------------------- | ----------- | ---------- | ---------- | ---------- | ---------- | ------------------------------------------ | -------- |
| Joaquín Pérez                                                | Alymony                            | Egyéni      | 8,00       | 5.         | 4,00       | 1.         | 12,00 (holtverseny) hiba:4,00 – idő: 43,23 |          |
| Alberto Váldes, Jr.                                          | Lady Mirka                         | Egyéni      | 12,00      | 7.         | 16,00      | 13.        | 28,00                                      | 11.      |
| Jesús Gómez                                                  | Massacre                           | Egyéni      | kizárták   | kizárták   | kiesett    | kiesett    | kiesett                                    | kiesett  |
| Joaquín Pérez Alberto Váldes, Jr. Gerardo Tazzer Jesús Gómez | Alymony Lady Mirka Caribe Massacre | Csapat      | 39,25      | 3.         | 20,50      | 2.         | 59,75                                      |          |

Lovastusa
| Versenyző                                                         | Ló           | Versenyszám | Díjlovaglás | Díjlovaglás | Tereplovaglás | Tereplovaglás | Díjugratás | Díjugratás | Végeredmény | Végeredmény |
| Versenyző                                                         | Ló           | Versenyszám | Bünt.       | Hely.       | Bünt.         | Hely.         | Bünt.      | Hely.      | Bünt.       | Helyezés    |
| ----------------------------------------------------------------- | ------------ | ----------- | ----------- | ----------- | ------------- | ------------- | ---------- | ---------- | ----------- | ----------- |
| Manuel Mendívil                                                   | Remember     | Egyéni      | 53,00       | 4.          | 264,00        | 10.           | 2,75       | 4.         | 319,75      | 10.         |
| David Bárcena                                                     | Bombona      | Egyéni      | 54,40       | 7.          | 265,60        | 11.           | 42,50      | 17.        | 362,50      | 12.         |
| José Luis Pérez Soto                                              | Quelite      | Egyéni      | 64,00       | 16.         | 415,60        | 16.           | 11,00      | 12.        | 490,60      | 15.         |
| Fabián Vázquez                                                    | Cocaleco     | Egyéni      | 62,00       | 14.         | kizárták      | kizárták      | kiesett    | kiesett    | kiesett     | kiesett     |
| Manuel Mendívil David Bárcena José Luis Pérez Soto Fabián Vázquez | lásd fentebb | Csapat      | 169,40      | 3.          | 945,20        | 3.            | 56,25      | 4.         | 1172,85     |             |

## Műugrás
Férfi
| Versenyző       | Versenyszám        | Selejtező | Selejtező | Döntő   | Döntő    |
| Versenyző       | Versenyszám        | Pont      | Helyezés  | Pont    | Helyezés |
| --------------- | ------------------ | --------- | --------- | ------- | -------- |
| Jorge Mondragón | Egyéni műugrás     | 454,170   | 20.       | kiesett | kiesett  |
| Carlos Girón    | Egyéni műugrás     | 580,200   | 1.        | 892,140 |          |
| Carlos Girón    | Egyéni toronyugrás | 515,370   | 5.        | 809,805 | 4.       |
| Francisco Rueda | Egyéni toronyugrás | 428,520   | 15.       | kiesett | kiesett  |
| Francisco Rueda | Egyéni műugrás     | 495,630   | 14.       | kiesett | kiesett  |

Női
| Versenyző         | Versenyszám        | Selejtező | Selejtező | Döntő   | Döntő    |
| Versenyző         | Versenyszám        | Pont      | Helyezés  | Pont    | Helyezés |
| ----------------- | ------------------ | --------- | --------- | ------- | -------- |
| Guadalupe Canseco | Egyéni toronyugrás | 316,890   | 10.       | kiesett | kiesett  |
| Guadalupe Canseco | Egyéni műugrás     | 407,520   | 9.        | kiesett | kiesett  |
| Elsa Tenorio      | Egyéni műugrás     | 389,010   | 16.       | kiesett | kiesett  |
| Elsa Tenorio      | Egyéni toronyugrás | 360,030   | 3.        | 539,445 | 6.       |

## Ökölvívás
| Versenyző       | Versenyszám | Selejtező                | 32-es főtábla                   | Nyolcaddöntő                          | Negyeddöntő                 | Elődöntő          | Döntő             | Helyezés |
| Versenyző       | Versenyszám | Ellenfél Eredmény        | Ellenfél Eredmény               | Ellenfél Eredmény                     | Ellenfél Eredmény           | Ellenfél Eredmény | Ellenfél Eredmény | Helyezés |
| --------------- | ----------- | ------------------------ | ------------------------------- | ------------------------------------- | --------------------------- | ----------------- | ----------------- | -------- |
| Gilberto Sosa   | Papírsúly   |                          | Vanduin Bayasgalan (MGL) · 4:1  | Ri Bjonguk (Ri Byeong-uk) (PRK) · 2:3 | kiesett                     | kiesett           | kiesett           | 9.       |
| Gilberto Román  | Légsúly     |                          | erőnyerő                        | Alberto Mercado (PUR) · RSC           | Petar Leszov (BUL) · 1:4    | kiesett           | kiesett           | 5.       |
| Daniel Zaragoza | Harmatsúly  | erőnyerő                 | Phil Sutcliffe (IRL) · 5:0      | Ray Gilbody (GBR) · 4:1               | Michael Anthony (GUY) · RSC | kiesett           | kiesett           | 5.       |
| Carlos González | Pehelysúly  | Nihal Haddad (SYR) · 5:0 | Ravsalyn Otgonbayar (MGL) · 3:2 | Rudi Fink (GDR) · KO                  | kiesett                     | kiesett           | kiesett           | 9.       |

RSC – a mérkőzésvezető megállította a mérkőzést

## Öttusa
| Versenyző     | Versenyszám | Lovaglás | Lovaglás | Lovaglás | Lovaglás | Vívás    | Vívás | Vívás | Lövészet | Lövészet | Lövészet | Úszás    | Úszás | Úszás | Futás   | Futás | Futás | Összesen    | Összesen |
| Versenyző     | Versenyszám | Idő      | Bünt.    | Pont     | Hely.    | Eredmény | Pont  | Hely. | Pontszám | Pont     | Hely.    | Idő      | Pont  | Hely. | Idő     | Pont  | Hely. | Összes pont | Helyezés |
| ------------- | ----------- | -------- | -------- | -------- | -------- | -------- | ----- | ----- | -------- | -------- | -------- | -------- | ----- | ----- | ------- | ----- | ----- | ----------- | -------- |
| Ivar Sisniega | Egyéni      | 2:05,6   | 42       | 1058     | 15.      | 20–22    | 766   | 21.   | 190      | 912      | 31.      | 3:10,856 | 1348  | 1.    | 13:41,3 | 1102  | 17.   | 5186        | 13.      |
| Jens Lohmann  | Egyéni      | 2:07,9   | 46       | 1054     | 16.      | 16–26    | 662   | 34.   | 193      | 978      | 20.      | 3:35,172 | 1152  | 20.   | 14:48,6 | 901   | 42.   | 4747        | 36.      |

## Sportlövészet
Nyílt
| Versenyző    | Versenyszám       | Pont | Helyezés |
| ------------ | ----------------- | ---- | -------- |
| José Álvarez | Sportpuska, fekvő | 589  | 42.      |
| Juan Bueno   | Skeet             | 188  | 28.      |

## Súlyemelés
| Versenyző          | Versenyszám | Szakítás | Szakítás | Lökés    | Lökés    | Összesen | Helyezés |
| Versenyző          | Versenyszám | Eredmény | Helyezés | Eredmény | Helyezés | Összesen | Helyezés |
| ------------------ | ----------- | -------- | -------- | -------- | -------- | -------- | -------- |
| Andrés Santoyo     | 67,5 kg     | 115,0    | 19.      | 145,0    | 19.      | 260,0    | 19.      |
| Rogelio Weatherbee | 75 kg       | 135,0    | 9.       | 165,0    | 9.       | 300,0    | 9.       |
| Víctor Ruiz        | 90 kg       | 135,0    | 13.      | 165,0    | 12.      | 300,0    | 12.      |

## Torna
Női
| Versenyző          | Versenyszám      | Selejtező | Selejtező | Döntő    | Döntő    |
| Versenyző          | Versenyszám      | Pontszám  | Helyezés  | Pontszám | Helyezés |
| ------------------ | ---------------- | --------- | --------- | -------- | -------- |
| Estela de la Torre | Talaj            | 17,70     | 53.       | kiesett  | kiesett  |
| Estela de la Torre | Ugrás            | 17,45     | 57.       | kiesett  | kiesett  |
| Estela de la Torre | Felemás korlát   | 18,20     | 47.       | kiesett  | kiesett  |
| Estela de la Torre | Gerenda          | 17,90     | 50.       | kiesett  | kiesett  |
| Estela de la Torre | Egyéni összetett | 71,25     | 52.       | 70,675   | 29.      |

## Úszás
Férfi
| Versenyző          | Versenyszám  | Előfutam | Előfutam | Előfutam | Elődöntő | Elődöntő | Elődöntő | Döntő   | Döntő    |
| Versenyző          | Versenyszám  | Idő      | Hely.    | Össz.    | Idő      | Hely.    | Össz.    | Idő     | Helyezés |
| ------------------ | ------------ | -------- | -------- | -------- | -------- | -------- | -------- | ------- | -------- |
| Miguel Santisteban | 100 m mell   | 1:06,13  | 2.       | 12.      |          |          |          | kiesett | kiesett  |
| Miguel Santisteban | 200 m mell   | kizárták | kizárták | kizárták |          |          |          | kiesett | kiesett  |
| Guillermo Zavala   | 400 m vegyes | 4:37,58  | 7.       | 18.      |          |          |          | kiesett | kiesett  |

Női
| Versenyző                                                  | Versenyszám            | Előfutam | Előfutam | Előfutam | Döntő   | Döntő    |
| Versenyző                                                  | Versenyszám            | Idő      | Hely.    | Össz.    | Idő     | Helyezés |
| ---------------------------------------------------------- | ---------------------- | -------- | -------- | -------- | ------- | -------- |
| Isabel Reuss                                               | 100 m gyors            | 58,36    | 3.       | 11.      | kiesett | kiesett  |
| Helen Plaschinski                                          | 100 m gyors            | 59,75    | 6.       | 20.      | kiesett | kiesett  |
| Teresa Rivera                                              | 100 m hát              | 1:04,54  | 3.       | 9.       | kiesett | kiesett  |
| Teresa Rivera                                              | 200 m hát              | 2:21,51  | 4.       | 14.      | kiesett | kiesett  |
| Elke Holtz                                                 | 100 m mell             | 1:15,89  | 6.       | 18.      | kiesett | kiesett  |
| Elke Holtz                                                 | 200 m mell             | 2:42,59  | 4.       | 18.      | kiesett | kiesett  |
| Isabel Reuss Dagmar Erdman Teresa Rivera Helen Plaschinski | 4 × 100 m gyorsváltó   | 3:56,87  | 4.       | 6.       | 3:55,41 | 6.       |
| Teresa Rivera Elke Holtz Dagmar Erdman Helen Plaschinski   | 4 × 100 m vegyes váltó | 4:25,95  | 5.       | 9.       | kiesett | kiesett  |